# Bunkerezés

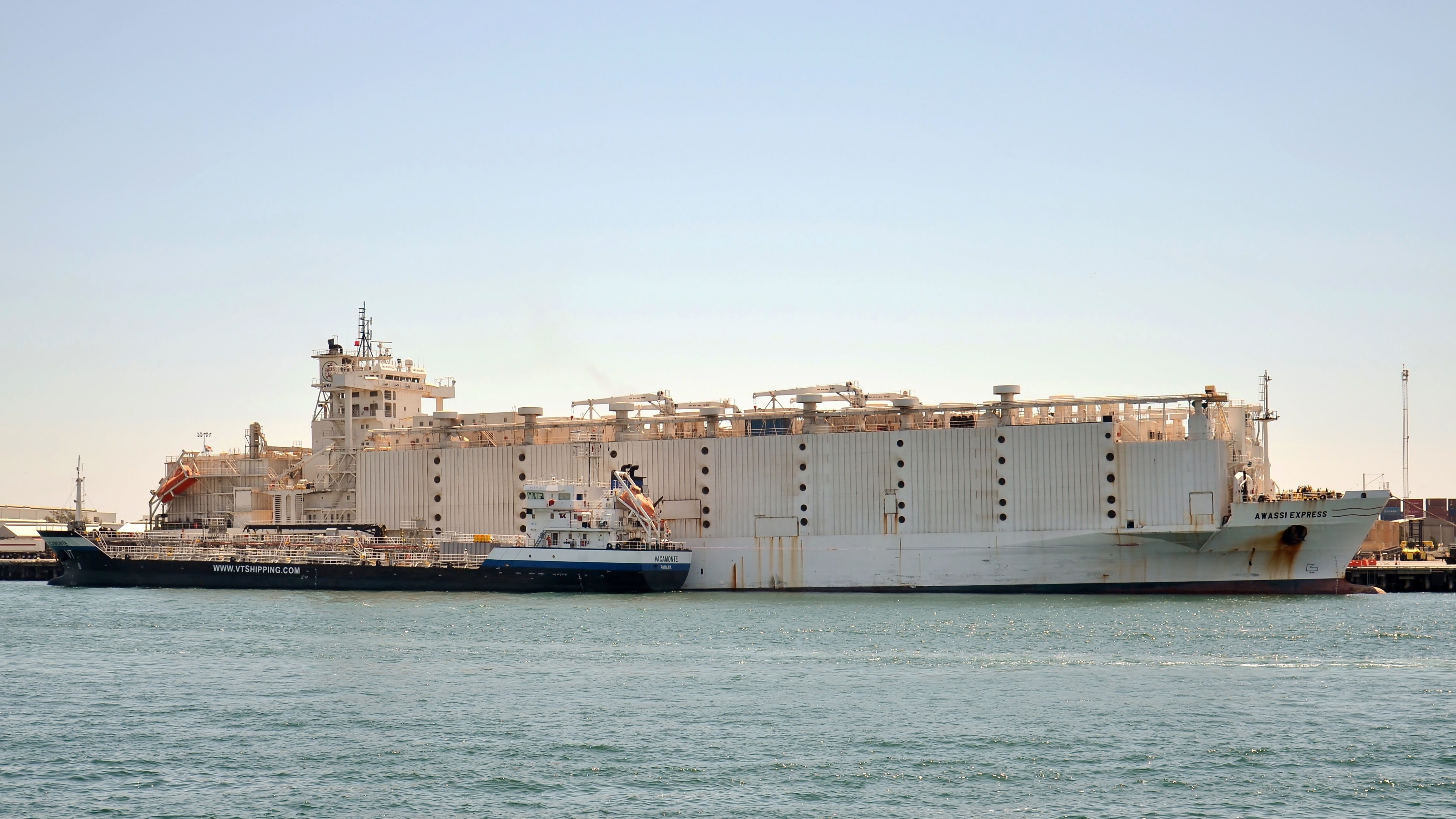
Egy élőállatszállító hajó üzemanyagot vételez egy bunkerhajóról az ausztráliai Freemantle Harbour-ban

A bunkerezés hajók felhasználási célú üzemanyagellátása egy tengeri kikötőben. A kifejezést olykor gazdasági értelemben (szlengként) is szokták használni, amikor a gazdasági év váltás előtt előre kiszámlázzák a költségeket, hogy a következő gazdasági év kevésbé legyen terhelt.
A kifejezés a gőzhajók korából ered, amikor az üzemanyagot, a szenet ún. bunkerekben tárolták. Napjainkban a bunker kifejezés a kőolajtermékek tartályokban való tárolásához, és a hajók üzemanyagfeltöltésének gyakorlatához és üzleti területéhez kapcsolódik. A bunkerezési műveletek a tengeri kikötőkben történnek, lefedik a "bunker" (hajó) üzemanyag tárolását és a hajókra való eljuttatását. A bunkerezés magában foglalja az üzemanyag vételezésének fedélzeti logisztikáját és elosztását a rendelkezésre álló "bunkerek" (fedélzeti üzemanyagtartályok) között.

## Fordítás
Ez a szócikk részben vagy egészben  a   Bunkering című angol Wikipédia-szócikk ezen változatának fordításán alapul.  Az eredeti cikk szerkesztőit annak laptörténete sorolja fel. Ez a jelzés csupán a megfogalmazás eredetét és a szerzői jogokat jelzi, nem szolgál a cikkben szereplő információk forrásmegjelöléseként.